# Upeneus japonicus
Cá phèn khoai (Danh pháp khoa học: Upeneus japonicus; đồng nghĩa Upeneus bensasi) là một loài cá phèn trong họ trong họ Mullidae phân bố ở Ấn Độ Dương, Indonesia, Philippin, Châu Đại dương, Nhật Bản, Trung Quốc, Việt Nam. Tên địa phương ở Việt Nam là cá phèn râu. Tên thường gọi tiếng Anh: Goatfish, Red mullet goatfish. Tên gọi thị trường Canada Rouget-Barbet, Goatfish

## Đặc điểm
Thân dài, tương đối cao, dẹp bên. Kích cỡ khai thác 150 mm, có thể đạt 240 mm. Đầu lớn vừa, dẹp bên. Mắt nằm ở phía trên trục thân. Cằm có 2 râu ngắn, mảnh. Viền sau nắp mang trơn. Răng mọc thành đai trên 2 hàm. Có 2 vây lưng, giữa vây lưng thứ nhất và vây lưng thứ hai có 5 hàng vảy. Điểm cuối của vây lưng thứ hai cách gốc vây đuôi 12 hàng vảy. Vây bụng ngắn.
Đầu có màu hồng. Lưng màu xanh ô liu hoặc xanh xám. Bên thân có 2 sọc màu vàng lớn, chạy dọc thân, sọc thứ nhất chạy từ sau mắt đến cuống đuôi, sọc thứ hai chạy từ gốc vây ngực đến gốc vây đuôi. Hai vây lưng màu trắng, với 3 sọc màu đen hoặc màu xám. Mép sau vây màu xanh xám. Râu và màng nắp mang màu trắng. 